# Сахибжамал Гизатулова Гизатулина-Волжска
Сахибжамал Гизатулова Гизатулина-Волжска (на татарски: Сәхибҗамал Гыйззәтулла кызы Гыйззәтуллина-Волжская) е татарска, руска и съветска актриса и режисьор. Заслужила актриса на Татарската автономна съветска социалистическа република.

## Биография
Родена е на 15 май 1892 г. в Казан, Руска империя. През 1907 г. става част от трупата на Илясбек Ашказарски, а през 1912 г. организира татарската трупа на първия театър в Уфа „Нур“, който по-късно е наследен от съвременния театър „Нур“. Тази трупа се разпада по време на Гражданската война в Русия, а Сахибжамал ръководи 6-а фронтова трупа на 2-ра армия на Източния фронт на Червената армия. След края на Гражданската война Сахибжамал работи в театрални групи в Ижевск и Казан. През 1923 г. играе в Башкирския драматичен театър.
Известна като актриса от реалистичното направление. Като режисьор се насочва към героично-романтични, трагични творби, изобразяващи големи и силни чувства.
Татарският писател, поет и драматург Наки Исанбет посвещава пиесата „Гълджамал“ на нейния живот и творчество.
Умира на 6 април 1974 г. в Чистопол, СССР. Погребана е в татарското гробище в Казан.